# فین کاشان
فین
کلمه فین در فرهنگ لغت دهخدا به معنای محل جوشش آب است.
نام قدیمی دیگر این مکان چهل حصاران بوده‌است. منطقه‌ای ست در جنوب غرب شهر کاشان در ایران. فین جزء منطقه چهار شهرداری کاشان می‌باشد. این منطقه به علت دارا بودن آب و هوای خوب باغات و دشتهای وسیع، به منطقه اعیان نشین تبدیل شده‌است. همچنین فین کوچک نیز به یکی از بهترین مکان‌های تفریحی کاشان تبدیل شد. پارک بام شهر که یکی از زیباترین تفرجگاه‌های شهر کاشان است در این منطقه واقع شده‌است که از بالای این پارک نمایی کلی از شهر کاشان دیده می‌شود.
تاریخچه و قدمت این منطقه به دوره تمدن سیلک بازمی‌گردد.

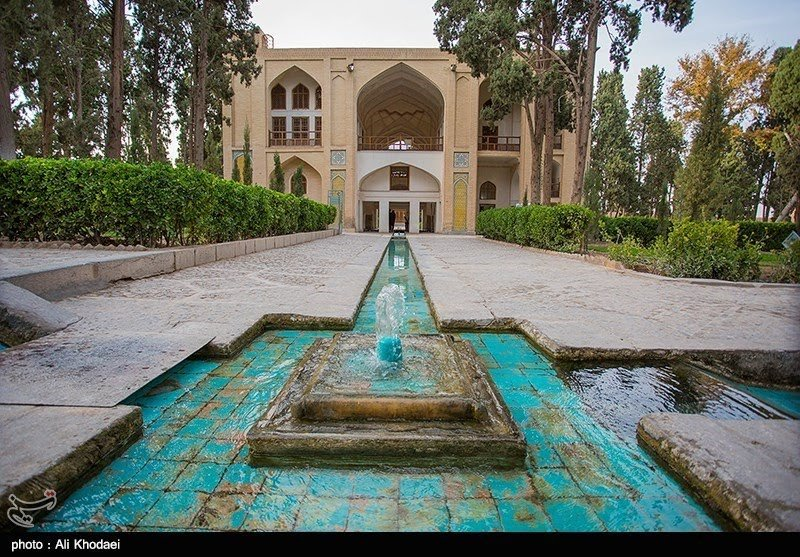
باغ فین کاشان

چشمه سلیمانیه چشمه ای طبیعی است که چندین هزار سال قدمت دارد و دلیل گردآوری تمدن سیلک وجود آب این چشمه است، و با توجه به نام این منطقه که فین است و به معنی محل جوشش آب است می‌توان گواه کرد. همچنین در سال ۱۳۹۲ در منطقه سفیداب فین چند شیء قدیمی کشف شد که به گفته باستان شناسان قدمت آن به شش هزار سال قبل از میلاد مسیح بازمی‌گردد. همچنین مردم این منطقه وارثان مراسم سنتی مذهبی قالیشویان نیز هستند که انحصار خودشان است.
چشمه سلیمانیه و باغ تاریخی فین که به باغ شاه نیز موسوم است در فین کاشان قرار دارند. از دیگر آثار باستانی این منطقه می‌توان به تپه سیَلْک و نیز بقعه شاهزاده ابراهیم و بقعه ابولؤلؤ اشاره کرد. همچنین چشمه سفید آب از دیگر دیدنی‌های این منطقه است.
فین کاشان به دو منطقه فین بزرگ یا فین علیا و فین کوچک یا فین سفلی تقسیم می‌شود. در تقسیمات کشوری وزارت کشور ایران فین کاشان با نام فین بزرگ ثبت شده‌است.
فین کاشان با آب و هوایی معتدل و باغات میوه از زیباترین مناطق حاشیه کویر مرکزی ایران است. مهم‌ترین محصولات گیاهی این منطق انار فین نعنا و چغاله بادام فین می‌باشد.
نعنای فین کاشان از مرغوب‌ترین نوع نعنای در کشور ایران است. هر ساله جشنواره ملی نعنای فین در این منطقه با هدف ترویج و آموزش و بازاریابی آن در شهریور ماه برگزار می‌گردد.
منطقه فین کاشان با دارا بودن مناطق باستانی از قدیمی‌ترین مناطق کشور ایران است.
مراسم قالیشویان نیز توسط مردم فین کاشان هر ساله در دومین جمعه مهر ماه برگزار می‌گردد. این مراسم توسط یونسکو به عنوان میراث معنوی بشریت به ثبت جهانی رسیده‌است.